# Macrosiphum dicentrae
Macrosiphum dicentrae är en insektsart som beskrevs av Jensen och Chan 2009. Macrosiphum dicentrae ingår i släktet Macrosiphum och familjen långrörsbladlöss. Inga underarter finns listade i Catalogue of Life.